# Tianna
Tianna (* 30. November 1963 in South Bay, Kalifornien) ist das Pseudonym einer ehemaligen US-amerikanischen Pornodarstellerin.

## Karriere
Tianna begann ihre Karriere 1989 im Alter von 26 Jahren. Danach spielte sie laut IAFD in über 184 Filmen mit.
Weitere Künstlernamen sind Tara Collins und Tatiana. Sie wurde besonders durch Buttman Productions bekannt.
Sie konnte dreimal den AVN Award gewinnen und wurde in die AVN Hall of Fame aufgenommen. Im Jahr 1995 beendete sie schließlich ihre Karriere.

## Filmografie
- 1989: The Adventures of Buttman
- 1989: Whore of the Roses
- 1991: Shadow Dancers I
- 1992: Buttman vs. Buttwoman
- 1992: Justine
- 1992: Buttwoman Does Budapest
- 1993: Buttman Goes to Rio 4
- 1993: Buttwoman Back in Budapest
- 1993: Memories Of Dolly 2
- 1995: Deep Inside Debi Diamond

## Auszeichnungen
- 1992: AVN Award – Best Tease Performance – Indian Summer
- 1994: AVN Award – Best Supporting Actress (Film) – Justine
- 1994: AVN Award – Best Tease Performance – Justine
- AVN Hall of Fame